# Wereldkampioenschappen kunstschaatsen 1899
De Wereldkampioenschappen kunstschaatsen is een evenement dat georganiseerd wordt door de Internationale Schaatsunie.
Het vierde wereldkampioenschap kunstschaatsen werd op 12 februari 1899 georganiseerd in Davos, Zwitserland.

## Deelname
Drie mannen uit drie landen kwamen uit op dit kampioenschap.
| Oostenrijk (1) Verenigd Koninkrijk (1) Zweden (1) |

De Oostenrijker Gustav Hügel nam voor de vierde keer deel. Op het eerste WK in 1896 was hij tweede geworden, in 1897 wereldkampioen en in 1898 weer tweede.
De Zweed Ulrich Salchow nam voor de tweede keer deel, in 1897 was hij als tweede geëindigd.
Namens Groot-Brittannië nam Edgar Syers deel, het was zijn enige WK deelname bij de mannen.

## Medaille verdeling
| Discipline | Goud         | Zilver         | Brons       |
| ---------- | ------------ | -------------- | ----------- |
| Mannen     | Gustav Hügel | Ulrich Salchow | Edgar Syers |

## Uitslagen
pc = plaatsingcijfer
| #      | naam (deelname)    | land                         | pc |
| ------ | ------------------ | ---------------------------- | -- |
| Goud   | Gustav Hügel (4)   | Vlag van Oostenrijk          | 7  |
| Zilver | Ulrich Salchow (2) | Vlag van Zweden              | 8  |
| Brons  | Edgar Syers        | Vlag van Verenigd Koninkrijk | 15 |

Medaillewinnaars

Mannen · 
Vrouwen ·
Paren · 
IJsdansen

 Toernooi

1896 · 
1897 · 
1898 · 
1899 · 
1900 · 
1901 · 
1902 · 
1903 · 
1904 · 
1905 · 
1906 · 
1907 · 
1908 · 
1909 · 
1910 · 
1911 · 
1912 · 
1913 · 
1914 · 
1915-1921 · 
1922 · 
1923 · 
1924 · 
1925 · 
1926 · 
1927 · 
1928 · 
1929 · 
1930 · 
1931 · 
1932 · 
1933 · 
1934 · 
1935 · 
1936 · 
1937 · 
1938 · 
1939 ·
1940-1946 · 
1947 · 
1948 · 
1949 · 
1950 · 
1951 · 
1952 · 
1953 · 
1954 · 
1955 · 
1956 · 
1957 · 
1958 · 
1959 · 
1960 · 
1961 · 
1962 · 
1963 · 
1964 · 
1965 · 
1966 · 
1967 · 
1968 · 
1969 · 
1970 · 
1971 · 
1972 · 
1973 · 
1974 · 
1975 · 
1976 · 
1977 · 
1978 · 
1979 · 
1980 · 
1981 · 
1982 · 
1983 · 
1984 · 
1985 · 
1986 · 
1987 · 
1988 · 
1989 · 
1990 · 
1991 · 
1992 · 
1993 · 
1994 · 
1995 ·
1996 · 
1997 · 
1998 · 
1999 · 
2000 · 
2001 · 
2002 · 
2003 · 
2004 · 
2005 · 
2006 ·
2007 ·
2008 ·
2009 ·
2010 ·
2011 ·
2012 ·
2013 ·
2014 ·
2015 ·
2016 ·
2017 ·
2018 ·
2019 · 
2020 · 
2021 ·
2022 ·
2023 ·
2024

 ISU-kampioenschappen

WK kunstschaatsen junioren ·
EK kunstschaatsen ·
Viercontinentenkampioenschap ·
Olympische Spelen